# Himganga
Himganga – gaun wikas samiti w środkowej części Nepalu w strefie Dźanakpur w dystrykcie Ramechhap. Według nepalskiego spisu powszechnego z 2001 roku liczył on 749 gospodarstw domowych i 4488 mieszkańców (2385 kobiet i 2103 mężczyzn).